# Подбријежје
Подбријежје је насељено мјесто у Босни и Херцеговини у општини Сански Мост које административно припада Федерацији Босне и Херцеговине. Према попису становништва из 1991. у насељу је живјело 570 становника.

## Становништво
| Националност       | 1991.        | 1981.        | 1971.        |
| Муслимани          | 504 (88,42%) | 441 (93,23%) | 787 (98,00%) |
| Срби               | 61 (10,70%)  | 20 (4,22%)   | 10 (1,24%)   |
| Хрвати             | 5 (0,87%)    | 6 (1,26%)    | 0            |
| Југословени        | 0            | 4 (0,84%)    | 1 (0,12%)    |
| остали и непознато | 0            | 2 (0,42%)    | 5 (0,62%)    |
| Укупно             | 570          | 473          | 803          |